# Bonnie Hunt
Bonnie Lynn Hunt (Chicago, Illinois, 22 de setembre de 1961) és una actriu, comediant, guionista, productora, directora i presentadora de televisió estatunidenca. Al llarg dels seus més de 20 anys de carrera, va tocar el teatre, el cinema i la televisió.
Nascuda i criada a Chicago, Hunt va començar la seva carrera realitzant monòlegs còmics en clubs i cafeteries a mitjans dels anys 1980. Va fer el seu debut al cinema amb el drama Rain Man el 1988 abans d'actuar en papers recurrents en sèries de televisió com Grand i Davis Rules a principis dels anys 1990. Hunt va obtenir reconeixement pels seus treballs posteriors en pel·lícules com Beethoven, Beethoven's 2nd, Jumanji, Jerry Maguire, The Green Mile i Cheaper by the Dozen. En la televisió va destacar amb el seu treball als programes Life with Bonnie i The Bonnie Hunt Show.
Les seves interpretacions la van fer creditora de nombrosos premis i reconeixements, entre ells un Saturn i nominacions als premis Emmy, Globus d'Or i Satellite..

## Biografia

### Primers anys
Bonnie Hunt va néixer a Chicago, Illinois, el 22 de setembre de 1961; va ser la sisena dels set fills del matrimoni conformat per Alice Hunt, mestressa de casa d'origen polonès, i Bob Hunt, electricista d'origen irlandès. Va passar la seva infància i adolescència a Chicago; va cursar els seus estudis en els col·legis catòlics St. Ferdinand i Notre Dame High School for Girls. Quan li va comunicar als seus pares que anhelava convertir-se en actriu, ells li van aconsellar primer estudiar infermeria en el Northwestern Memorial Hospital, i després buscar ocupacions al cinema i la televisió. D'aquesta manera, va treballar a la seva ciutat natal com a infermera durant gran part de la dècada de 1980.

### Carrera
El 1984, Hunt es va unir a Holly Wortell i Joan Cusack, grup conegut com a «An Impulsive Thing» per realitzar monòlegs còmics i improvisacions, sent contractades per clubs i cafeteries a Chicago. Després de la seva carrera en la comèdia en viu, va participar en l'obra teatral Jean-Paul Sartre and Ring el 1987. A més va intervenir al costat d'humoristes com Jonathan Winters i Susan Norfleet en l'especial per a televisió Spaced Out! (1988) i va realitzar una aparició no acreditada en la pel·lícula Rain Man.
El 1990, Hunt va rebutjar participar en el programa d'entreteniment Saturday Night Live per assumir rols de repartiment en les sèries de comèdia Grand i David Rules. En aquells dies i al llarg de la dècada de 1990, es va convertir en rostre habitual de la pantalla gran, exercint rols tant còmics com dramàtics. Va intervenir en Beethoven, de Brian Levant, en Dave, president per un dia, d'Ivan Reitman i Only You, de Norman Jewison.
El 1995 se li va concedir el premi Saturn a la «Millor actriu de repartiment» per la seva participació en la pel·lícula fantàstica Jumanji, dirigida per Joe Johnston, amb Robin Williams en el paper principal. La seva fructífera col·laboració amb Johnston li va permetre afermar la seva carrera en permetre-li assumir rols més rellevants en les cintes Jerry Maguire, de Cameron Crowe, que va comptar amb Tom Cruise en el paper protagonista; i La Milla verda (1999), adaptació cinematogràfica de la novel·la de Stephen King El passadís de la mort, de Frank Darabont, al costat de Tom Hanks, David Morse, Michael Clarke Duncan i James Cromwell. A l'abril de 2000, va tenir lloc l'estrena de la comèdia romàntica Return to Me, la cinta que van protagonitzar David Duchovny i Minnie Driver, que va marcar el debut de Hunt com a directora de cinema.
Posteriorment, va protagonitzar la sèrie de televisió de la cadena ABC Life with Bonnie (2002-2004) i va oferir un variat registre en projectes molt dispars, sovint independents i compromesos. Van destacar Stolen Summer (2002), Cheaper by the Dozen (2003), Cheaper by the Dozen 2 (2005) i I Want Someone to Eat Cheese With (2006). cal destacar que pel seu treball en Life with Bonnie va ser candidata als Globus d'Or com a «Millor actriu de sèrie de TV - Comèdia o musical» i als premis Emmy com a «Millor actriu - Sèrie de comèdia».

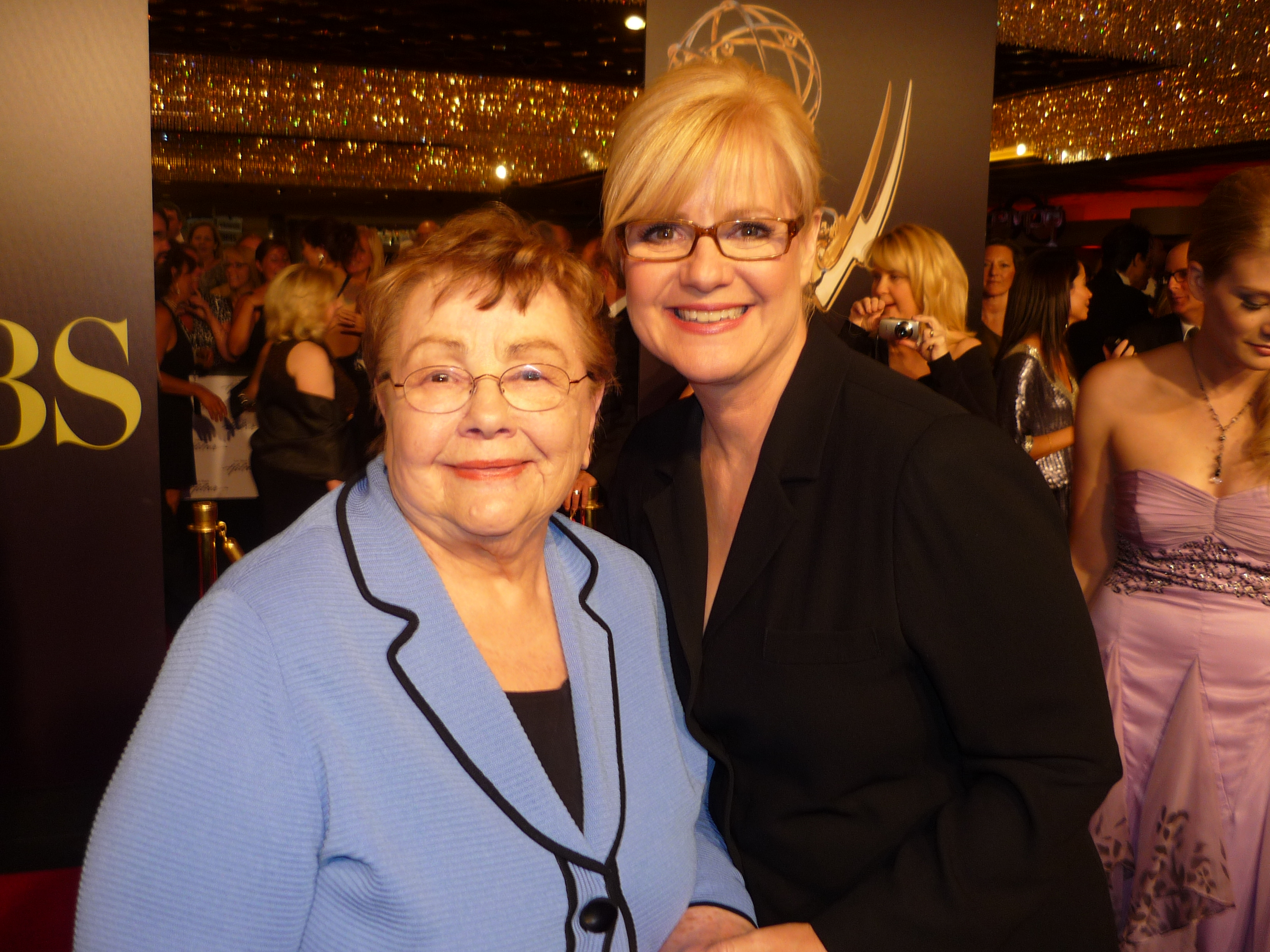
Alice i Bonnie Hunt en el lliurament dels premis Daytime Emmy el 2010.

També va posar la seva veu a pel·lícules d'animació distribuïdes pels estudis Disney i Pixar. Va actuar com Sally Carrera en Cars (2006) i Cars 2 (2011) i com Dolly en el tercer lliurament de la saga Toy Story, titulada Toy Story 3 (2010). Al setembre de 2008, va tornar a la televisió per presentar el Programa d'entrevistes The Bonnie Hunt Show, que es va transmetre durant dues temporades fins a la seva cancel·lació el 2010 a causa d'un descens en les audiències. La seva interpretació com a amfitriona de televisió li va suposar una candidatura al premi Daytime Emmy a la «Millor presentadora d'un talk-show».

### Vida personal
Hunt va contreure matrimoni amb l'inversor i banquer John Murphy el 1988. No obstant això, el 6 de juny de 2006 al programa The Late Show with David Letterman, va esmentar que estava novament soltera; Hunt no té fills.
Té una amistat propera amb David Duchovny, a qui va conèixer en el set de la pel·lícula Beethoven el 1991-1992.

## Premis i nominacions
Hunt es va fer creditora d'una considerable varietat de reconeixements i honors al llarg de les seves trajectòries en la televisió i el cinema. Per la seva actuació en la pel·lícula fantàstica Jumanji va guanyar un premi Saturn com a «Millor actriu secundària». Va resultar també nominada a un Premi del Sindicat d'Actors («Millor repartiment») i a un guardó Blockbuster Entertainment («Millor actriu secundària») per la seva participació en el film dramàtic The Green Mile. Pel seu treball en la sèrie televisiva Life with Bonnie, va obtenir nominacions als premis Globus d'Or («Millor actriu de sèrie de TV - Comèdia o musical») i Primetime Emmy («Primetime Emmy a la millor actriu - Sèrie de comèdia»).

## Filmografia
Les seves pel·lícules més destacades són:
| Cinema    | Cinema                                    | Cinema                           | Cinema                                                                 |
| Any       | Pel·lícula                                | Paper                            | Notes                                                                  |
| --------- | ----------------------------------------- | -------------------------------- | ---------------------------------------------------------------------- |
| 1988      | Rain Man                                  | Sally Dibbs                      |                                                                        |
| 1992      | Beethoven                                 | Alice Newton                     |                                                                        |
| 1993      | Dave                                      | Guia turística de la Casa Blanca |                                                                        |
| 1993      | Beethoven 2: La família creix             | Alice Newton                     |                                                                        |
| 1994      | Només tu (Only You)                       | Kate Corvatch                    |                                                                        |
| 1995      | Amigues per sempre (Now and Then)         | DeWitt                           |                                                                        |
| 1995      | Jumanji                                   | Sarah Whittle                    | Va guanyar el premi Saturn a la millor actriu de repartiment           |
| 1996      | Getting Away with Murder                  | Dra. Gail Holland                |                                                                        |
| 1996      | Jerry Maguire                             | Laurel Boyd                      |                                                                        |
| 1998      | A Bug's Life                              | Rosie                            | Veu d'animació                                                         |
| 1998      | Kissing a Fool                            | Linda Streicher                  |                                                                        |
| 1999      | Capricis del destí (Random Hearts)        | Wendy Judd                       |                                                                        |
| 1999      | The Green Mile                            | Jan Edgecomb                     | nominada al Premi del Sindicat d'Actors                                |
| 2000      | Return to Me                              | Megan Dayton                     | També guionista i directora                                            |
| 2001      | Monsters, Inc.                            | Mrs. Flint                       | Veu d'animació                                                         |
| 2002      | Stolen Summer                             | Margaret O'Malley                |                                                                        |
| 2003      | Cheaper by the Dozen                      | Kate Baker                       |                                                                        |
| 2005      | Cheaper by the Dozen 2                    | Kate Baker                       | Loggerheads Grace Bellamy                                              |
| 2006      | From Hair To Eternity                     | Martha Bakerson                  |                                                                        |
| 2006      | I Want Someone to Eat Cheese With         | Stella Lewis                     |                                                                        |
| 2006      | Cars                                      | Sally Carrera                    | Veu d'animació                                                         |
| 2010      | Toy Story 3                               | Dolly                            | Veu d'animació                                                         |
| 2011      | Cars 2                                    | Sally Carrera                    | Veu d'animació                                                         |
| 2016      | Zootopia                                  | Bonnie Hopps                     | Veu d'animació                                                         |
| Televisió |                                           |                                  |                                                                        |
| Any       | Programa                                  | Paper                            | Notes                                                                  |
| 1986      | American Playhouse                        | Ballarina                        | Aparició no acreditada                                                 |
| 1990      | Grand                                     | Carol Anne Smithson              |                                                                        |
| 1991-1992 | Davis Rules                               | Gwen Davis                       |                                                                        |
| 1993      | The Building                              | Bonnie Kennedy                   |                                                                        |
| 1995-1996 | The Bonnie Hunt Show                      | Bonnie Kelly                     |                                                                        |
| 1997      | SUBWAYStories: Tales from the Underground | Fern McDermott                   | Va participar en el segment titulat "Fern's Heart of Darkness"         |
| 2002-2004 | Life with Bonnie                          | Bonnie Molloy                    | nominada al premi Emmy i al Globus d'Or com a millor actriu de comèdia |
| 2006      | Let Go                                    | Kate Holloway                    |                                                                        |
| 2008-2010 | The Bonnie Hunt Show                      | Ella mateixa                     |                                                                        |
| 2009      | Remember Me                               | Assassinada en primera escena    |                                                                        |